# 김홍규 (축구 선수)
김홍규(한국 한자: 金洪圭, 1987년 6월 28일 ~ )는 대한민국의 전 축구 선수이며, 포지션은 수비수였다.